# Universiteit van Oslo
De Universiteit van Oslo (Universitetet i Oslo) is de grootste en oudste universiteit in Noorwegen. De universiteit werd opgericht in 1811 als Universitas Regia Fredericiana (Koninklijke Frederik-Universiteit, Noors Kgl. Frederiks Universitet), die naar de kort daarvoor gevestigde Friedrich-Wilhelms-Universität in Berlijn werd gemodelleerd. In 1939 kreeg de instelling haar huidige naam. De universiteit heeft anno 2024 26.500 studenten en er werken 7.200 stafleden.
De universiteit heeft de faculteiten Theologie, Rechten, Geneeskunde, Letteren, Sociale wetenschappen, Wiskunde en Natuurwetenschappen, Tandheelkunde en Pedagogiek. De faculteit Rechten is nog gevestigd op de oude campus, dicht bij het Nationale Theater, het Koninklijk Paleis, het Hooggerechtshof en het parlement, terwijl de meeste andere faculteiten op een modern campusgebied genaamd Blindern zijn gevestigd. Rector van de universiteit is sinds 2017 Svein Stølen.
|  |

## Nobelprijswinnaars
Vijf onderzoekers aan de Universiteit van Oslo zijn beloond met de Nobelprijs:
- Fridtjof Nansen - 1922 - Vrede
- Ragnar Frisch - 1969 - Economie*
- Odd Hassel - 1969 - Chemie
- Ivar Giæver - 1973 - Fysica
- Trygve Magnus Haavelmo - 1989 - Economie*

 * De universiteit heeft geen eigen economische faculteit, de vakgroep economie is ondergebracht bij de faculteit der sociale wetenschappen 